# 레이 트레일러

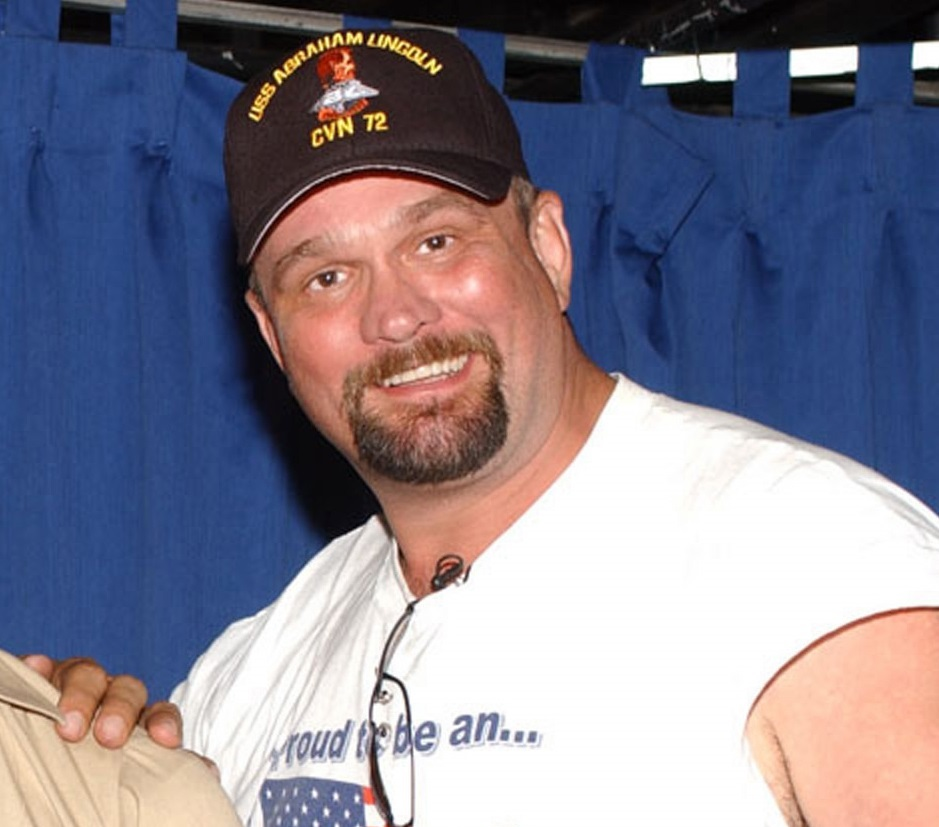
레이 트레일러

레이먼드 월터 트레일러 주니어(Raymond Walter Traylor Jr, 1963년 5월 2일 ~ 2004년 9월 24일)는 미국의 프로레슬링선수며 교도관 출신으로 1985년 프로레슬링 입문했다. 처음에는 빅 버바 로저스(Big Bubba Rogers)란 이름으로 활동을 하다가 경찰 제복을 입고 나오면서 WWF 링네임 시절 빅 보스 맨(Big Boss Man), 가디언 에인절(The Guardian Angel)이란 이름으로 활약하였다. 교도관 출신인 것을 잘 살려서 부패한 경찰관 기믹으로 활동했다. 2004년 심근경색으로 사망했다.

## 신체 사항
- 키 198cm
- 몸무게 143kg

## 수상
- UWF 헤비웨이트 챔피언 1회
- WWE 월드 태그팀 챔피언 (구 버전) 1회
- WWE 하드코어 챔피언 4회
- 2016년 WWE 명예의 전당 헌액자